# Hertha BSC
A Hertha BSC német labdarúgócsapat, székhelye Berlinben van. A klubot 1892. július 25-én alapították. Jelenleg a német Bundesliga 2-ben szerepel.

## Története

### Kezdeti időszak
A klub 1892-ben alakult Hertha 92 néven, egy gőzhajó kék és fehér kéményéről kapta a nevét. A Hertha név utalás Nerthusra, a termékenység istennőjére a germán mitológiában. A Hertha megnyerte az első berlini döntőt 1905-ben. 1910 májusában barátságos mérkőzésen nyert a Southend United FC ellen, ami ebben az időben hihetetlen teljesítménynek számított, hiszen Anglia ennek a sportnak a szülőföldje. Később a Hertha összeolvadt egy jómódú berlini klubbal, a Berliner Sport-Clubbal, és Hertha Berliner Sport-Club néven folytatta pályafutását a csapat. Az új csapat továbbra is jelentős sikereket ért el az Oberliga Berlin-Brandenburg-ban, amely Berlin legnagyobb labdarúgó csapatainak ligája volt. A csapat olyan jól játszott, hogy ezek után hat évig (1926-1931) folyamatosan az első osztályban szerepelt, viszont a legnagyobb eredménye ennek a kis csapatnak az 1930–as és az 1931-es szezon volt, ugyanis ekkor szerezték eddigi két bajnoki címüket. A BSC így vált Németország legsikeresebb csapatává a II. világháború előtt.[forrás?]

### Bajnokság aHarmadik Birodalomkorában
A bajnokságot, mivel két szezont nem tartottak meg, 1933-ban újraindították és feldarabolták tizenhat régióra, ahol a Hertha a Gauliga Berlin-Brandenburg-ba került. A klub továbbra is sikerrel zárta a saját régiójában az összes mérkőzést, és el is nyerték a divizionális címet 1935-ben, 1937-ben és 1944-ben. Azonban már a bajnokság első mérkőzésén kiütötték őket. Ugyanis ebben az időben a bajnokságban az volt a szabály (a regionális liga kivételével), hogy egy csapat ott esik ki, ahol először veszít. A klub elnöke Hans Pfeifer lett, a náci párt tagja.[forrás?]

### Belépés a Bundesliga mezőnyébe
1963-ban megalakult a Bundesliga, ahol a Hertha Berlin volt a címvédő, és így lett alapító tagja az új nemzeti ligának. Annak ellenére, hogy a csapat a kieső helyen végzett, a csapatot az 1964-65-ös szezonban még vesztegetéssel is megvádolták. Ez  válságot okozott a Bundesligában, amely szerette volna politikai okokból, hogy legyen egy Berlint képviselő csapat is a bajnokságban. A Herthának sikerült a visszatérés a legfőbb német ligába az 1968-1969-es szezonban, mert egy szilárd, kemény taktikát alkalmazott, mellyel elérték a sima bentmaradást, így a klub Berlin kedvenc csapata lett.
Azonban a Hertháról ismét hamar botrányos hírek, híresztelések szóltak.[forrás?] Ez volt a Bundesliga valaha volt legnagyobb bunda botránya 1971-ben. A vizsgálat során az is kiderült, hogy a klubnak 6 millió német márkás adóssága van. A csapatnak el kellett adnia akkori otthonát. Ennek ellenére, a csapat második helyezett lett a Bundesligában a Borussia Mönchengladbach mögött 1974-1975-ben, és 1979-ben UEFA-kupa elődöntős is volt, amely ma az Európa-liga elődöntőjének felel meg. Ezenkívül kétszer játszott német kupadöntőt (1977 és 1979), de egyiket sem nyerte meg. 
A következő években a csapat sorsa rosszra fordult, mert kiestek a Bundesliga 2-be, ahonnan csak 1997-ben tértek vissza a profi ligába.[forrás?]
1982-ben a csapat egyesült a Tennis Borussia Berlinnel, a SpVgg Blau-Weiß 1890 Berlinnel és a SCC Berlin-nel, és így az FC Utopia gúnynevet kapták. A Hertha kiesett a harmadosztályba, ahol két szezont töltött (1986-1987 és 1987-1988). A Hertha nagyon jól játszott a német ligakupában, és a döntőig menetelt 1993-ban, de a Bayer Leverkusen 1-0-ra legyőzte.[forrás?]
Miután leomlott a berlini fal, a Hertha lett a legnépszerűbb csapat Kelet-Berlinben is. Két nappal a fal leomlása után 11.000 kelet-berlini nézte végig a Hertha mérkőzését a SG Wattenscheid ellen. 1997-ben a Hertha visszajutott a Bundesligába, ahol általában a legjobb tíz csapat közé tartozott. 10 millió DM adósságot halmozott fel a klub 1994-ben, amelyet az új szponzorokkal és befektetők tőkéjével lassan le is faragtak.[forrás?]

### A 2000-es évek
Az elmúlt években a csapat sokszor került nemzetközi kupákba, mint például az UEFA-bajnokok ligája vagy az UEFA-kupa. Hertha is rengeteg pénzt ölt bele a saját ifjúsági labdarúgó akadémiájába, amely felkészíti a sok tehetséges játékost a Bundesligára.
A csapat majdnem kiesett a 2003-04-es szezonban, de visszajutott és a negyedik helyen végzett a következő szezonban, de így kimaradt a BL-ből, hiszen döntetlent játszott az utolsó fordulóban a Hannover 96 ellen, és ezzel a Werder Bremen lett a harmadik. Ennek örömére a Werder elküldött a Hannover csapatának egy kilencvenhatos, üveges pezsgőt. A 2006-07-es Hertha a bajnokságot befejezve 10. lett, de április 11-én érkezett a csapatba Falko Götze, Mario Götze testvére. A Hertha megkezdte a 2007-08-as szezont egy új menedzserrel, Lucien Favre-rel, aki megnyerte a svájci bajnokságot a FC Zürich-el. Tizedikek lettek újra, de indultak, mivel megnyerték a kupát, így egészen a csoportkörig versengtek. A sikeres kampányok után a 2008-09-es szezonban, negyedikek lettek.[forrás?]
A 2010-2010-es szezonban a Bundesliga 2-be kerültek, viszont a Hertha BSC biztosította visszatérését a Bundesligába a 2011-2012-es szezonban, mivel a rájátszásban legyőzte a MSV Duisburgot 1-0-ra. A Hertha a 16. helyen végzett, és ezzel kiesett a másodosztályba.  A 2012-2013-as Bundesliga 2 megnyerésével biztosították újra a helyüket Németország legkiválóbb bajnokságában, a 2013-2014-es szezonra. A 2014-15-ös szezon csapnivalóan sikerült a berlinieknek, a holland Jos Luhukayt 2015 februárjában menesztették, helyére pedig a klub meccsrekordere, Dárdai Pál került, akinek sikerült benntartania a Herthát a Bundesligában. A 2015-16-os szezon ennek fényében várakozáson felül sikerült, érkezett Vedad Ibišević, ő és Salomon Kalou fontos gólokat szereztek, de a berliniek inkább csapatként produkáltak kiemelkedőt.[forrás?] A 2016/2017-es bajnokságban elért 6. helyezésével az Európa-liga csoportkörébe, jutott de ott nem tudott maradandót alkotni és utolsó lett.[forrás?]

## Stadion

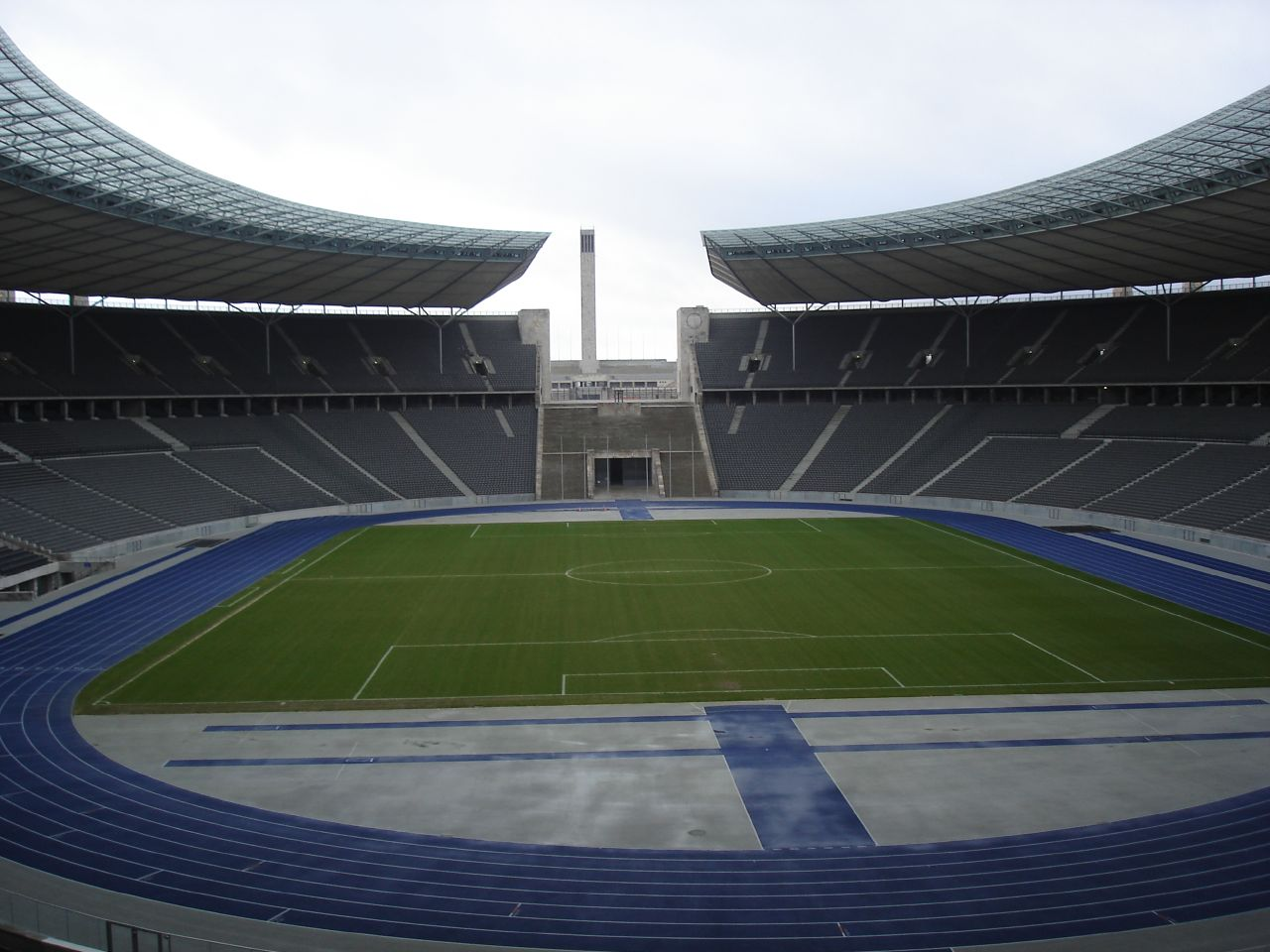
Olimpiai Stadion, Berlin

A Hertha BSC hazai meccseit a berlini Olimpiastadionban játssza, amely 76 243 néző befogadására alkalmas. Ez a második legnagyobb ilyen jellegű létesítmény Németországban, a dortmundi Westfalenstadion után (82 932).[forrás?]
A stadiont más stadionokkal együtt a 2006-os FIFA labdarúgó világbajnokságra újították fel, kis részt meghagyva az 1936-os berlini nyári olimpiai játékokra épített stadionból. A 2006-os világbajnokság alatt hat mérkőzést rendeztek itt, többek között a döntőt is.

## Sikerei
- Német bajnok: 2
  - 1930, 1931
- Német másodosztályú bajnok: 3
  - 1990, 2011, 2013
- Oberliga Berlin bajnok: 8
  - 1925, 1926, 1927, 1928, 1929, 1930, 1931, 1933
- Gauliga Berlin-Brandenburg bajnok: 3
  - 1935, 1937, 1944
- Liga Kupa bajnok: 2
  - 2001, 2002
- UEFA Intertoto Kupa bajnok: 5
  - 1971, 1973, 1976, 1978, 2006
- UEFA-kupa elődöntős: 1
  - 1979

## Jelentős játékosok
| - Alex Alves - Mario Basler - Yıldıray Baştürk - Erich Beer - Stefan Beinlich - Fredi Bobic - Ali Dáji - Sebastian Deisler - Mark Farrington - Christian Giménez - Bart Goor - Thomas Helmer |  | - Hendrik Herzog - Lorenz Horr - Király Gábor - Andreas Köpke - Niko Kovač - Axel Kruse - İlhan Mansız - Marcelinho - Norbert Nigbur - Michael Preetz - Carsten Ramelow - Otto Rehhagel |  | - Marko Rehmer - Giuseppe Reina - Kjetil Rekdal - Wolfgang Sidka - Johannes Sobek - Eyjólfur Sverrisson - Dariusz Wosz - Witthaya Hloagune - Dárdai Pál - Salomon Kalou - Thomas Kraft |

## Jelenlegi keret
2024. augusztus 30. szerint.
A vastaggal jelzett játékosok felnőtt válogatottsággal rendelkeznek.
A dőlttel jelzett játékosok kölcsönben szerepelnek a klubnál.
| Mezszám                | Név                    | Nemzetiség     | Születési hely             | Születési idő (kor)           | Korábbi csapat                   | Érték(€)  | Szerződés lejárta |
| Kapusok                | Kapusok                | Kapusok        | Kapusok                    | Kapusok                       | Kapusok                          | Kapusok   | Kapusok           |
| ---------------------- | ---------------------- | -------------- | -------------------------- | ----------------------------- | -------------------------------- | --------- | ----------------- |
| 1                      | Tjark Ernst            | GER            | Stuttgart                  | 2003. március 15. (22 éves)   | VfL Bochum U19                   | 2 500 000 | 2027.06.30.       |
| 35                     | Marius Gersbeck        | GER            | Berlin                     | 1995. június 20. (29 éves)    | Karlsruher SC                    | 500 000   | 2026.06.30.       |
| 43                     | Tim Goller             | GER            | Berlin                     | 2005. január 26. (20 éves)    | utánpótlásból került fel         | 200 000   | 2027.06.30.       |
| Védők                  |                        |                |                            |                               |                                  |           |                   |
| 16                     | Jonjoe Kenny           | IRL · ENG      | Liverpool                  | 1997. március 15. (28 éves)   | Everton FC                       | 2 500 000 | 2025.06.30.       |
| 25                     | John Brooks            | USA · GER      | Berlin                     | 1993. január 28. (32 éves)    | TSG 1899 Hoffenheim              | 1 500 000 | 2026.06.30.       |
| 31                     | Dárdai Márton          | HUN · GER      | Berlin                     | 2002. február 12. (23 éves)   | utánpótlásból került fel         | 2 500 000 | 2028.06.30.       |
| 33                     | Michał Karbownik       | POL            | Radom                      | 2001. március 13. (24 éves)   | Fortuna Düsseldorf II            | 3 000 000 | 2026.06.30.       |
| 37                     | Toni Leistner          | GER            | Drezda                     | 1990. augusztus 18. (34 éves) | Sint-Truiden                     | 350 000   | 2025.06.30.       |
| 41                     | Pascal Klemens         | GER            | Berlin                     | 2005. január 23. (20 éves)    | utánpótlásból került fel         | 5 000 000 | 2026.06.30.       |
| 42                     | Deyovaisio Zeefuik     | NED · Suriname | Amszterdam                 | 1998. március 11. (27 éves)   | Hellas Verona                    | 900 000   | 2025.06.30.       |
| 44                     | Linus Gechter          | GER            | Berlin                     | 2004. február 27. (21 éves)   | Eintracht Braunschweig           | 2 500 000 | 2027.06.30.       |
| 45                     | Sebastian Weiland      | GER            | Berlin                     | 2005. január 2. (20 éves)     | utánpótlásból került fel         | 100 000   | Nem publikus      |
| Középpályások          |                        |                |                            |                               |                                  |           |                   |
| 5                      | Andréasz Bukhalákisz   | GRE            | Iráklio                    | 1993. április 5. (32 éves)    | Konyaspor                        | 700 000   | 2025.06.30.       |
| 6                      | Diego Demme            | GER · ITA      | Herford                    | 1991. november 21. (33 éves)  | SSC Napoli                       | 800 000   | 2026.06.30.       |
| 8                      | Kevin Sessa            | GER · ARG      | Fellbach                   | 2000. július 6. (24 éves)     | 1. FC Heidenheim                 | 2 500 000 | 2027.06.30.       |
| 10                     | Ibrahim Maza           | ALG · GER      | Berlin                     | 2005. november 24. (19 éves)  | AFC Ajax                         | 8 000 000 | 2027.06.30.       |
| 11                     | Fabian Reese           | ARG            | Kirl                       | 1997. november 29. (27 éves)  | Holstein Kiel                    | 5 000 000 | 2028.06.30.       |
| 14                     | Bilal Hussein          | SWE · SOM      | Stockholm                  | 2000. április 22. (25 éves)   | Vasalunds IF                     | 700 000   | 2026.06.30.       |
| 19                     | Jeremy Dudziak         | TUN            | Hamburg                    | 1995. augusztus 28. (29 éves) | Hatayspor                        | 750 000   | 2025.06.30.       |
| 27                     | Michaël Cuisance       | FRA            | Strasbourg                 | 1999. augusztus 16. (25 éves) | VfL Osnabrück                    | 1 800 000 | 2027.06.30.       |
| 47                     | Szelim Telib           | EGY · GER      | Berlin                     | 2006. március 14. (19 éves)   | utánpótlásból került fel         | ?         | Nem publikus      |
| Támadók                |                        |                |                            |                               |                                  |           |                   |
| 7                      | Florian Niederlecher   | GER            | Ebersburg                  | 1990. október 24. (34 éves)   | FC Augsburg                      | 500 000   | 2025.06.30.       |
| 9                      | Smail Prevljak         | BIH            | Tušcica                    | 1995. május 10. (30 éves)     | KAS Eupen                        | 700 000   | 2025.06.30.       |
| 18                     | Luca Schuler           | GER            | Neustadt an der Weinstraße | 1999. március 22. (26 éves)   | 1. FC Magdeburg                  | 700 000   | 2027.06.30        |
| 20                     | Dárdai Palkó           | HUN · GER      | Berlin                     | 1999. április 22. (26 éves)   | Fehérvár FC                      | 1 000 000 | 2026.06.30.       |
| 22                     | Marten Winkler         | GER            | Frankfurt (Oder)           | 2002. október 31. (22 éves)   | SV Waldhof Mannheim              | 2 000 000 | 2027.06.30.       |
| 24                     | Jón Dagur Þorsteinsson | ISL            | Kópavogur                  | 1998. november 26. (26 éves)  | OH Leuven                        | 2 000 000 | 2027.06.30.       |
| 26                     | Gustav Christensen     | dán            | Ikast                      | 2004. szeptember 7. (20 éves) | [[FC Midtjylland]                | 500 000   | 2027.06.30.       |
| 39                     | Derry Scherhant        | GER            | Berlin                     | 2002. november 10. (22 éves)  | utánpótlásból került fel         | 1 200 000 | 2027.06.30        |
| 40                     | Oliver Rölke           | GER            | Berlin                     | 2005. január 6. (20 éves)     | utánpótlásból került fel         | 250 000   | 2027.06.30        |
| Kölcsönadott játékosok |                        |                |                            |                               |                                  |           |                   |
| Név                    | Poszt                  | Nemzetiség     | Születési hely             | Születési idő (kor)           | Kölcsönben itt                   | Érték (€) | Kölcsön lejárta   |
| Robert Kwasigroch      | kapus                  | GER            | Berlin                     | 2004. június 26. (20 éves)    | Sablon:Zászlo Fortuna Düsseldorf | 200 000   | 2025.06.30.       |
| Julian Eitschberger    | védő                   | német          | Hohen Neuendorf            | 2004. március 5. (21 éves)    | Rot-Weiß Essen                   | 400 000   | 2025.06.30.       |
| Tim Hoffmann           | védő                   | német          | Amszterdam                 | 1998. március 11. (27 éves)   | FC Erzgebirge Aue                | 275 000   | 2025.06.30.       |
| Agustín Rogel          | védő                   | URU · ITA      | Montevideo                 | 1997. október 17. (27 éves)   | SC Internacional                 | 600 000   | 2025.06.30.       |
| Bradley Ibrahim        | középpályás            | ENG            | London                     | 2004. október 21. (20 éves)   | Crawley Town FC                  | 400 000   | 2025.06.30.       |
| Wilfried Kanga         | támadó                 | CIV · FRA      | Montreuil                  | 1998. február 21. (27 éves)   | Cardiff City FC                  | 4 000 000 | 2025.06.30.       |
| Kélian Nsona           | támadó                 | FRA · COD      | Ivry-sur-Seine             | 2002. május 11. (23 éves)     | FC Emmen                         | 500 000   | 2025.06.30.       |

## Külső hivatkozások
- Hivatalos honlap Archiválva 2011. július 19-i dátummal a Wayback Machine-ben (németül)
- Hertha Berlin statisztikái Archiválva 2007. május 14-i dátummal a Wayback Machine-ben
- HerthaUnser Hivatalos Fanclub (németül)